# Torpedowce typu A 56
Torpedowce typu A 56 (niem. A-III-Boote, Amtsentwurf 1916) – typ niemieckich torpedowców z okresu I wojny światowej, budowanych przez stocznie Vulcan, Szczecin (A 56 – A 67, A 80 – A 82, A 86 – A 91, A 96 – A 113 nieukończone), Stocznia Schichau w Elblągu (A 68 – A 79, A 92 – A 95) i Howaldtswerke w Kilonii (A 83 – A 85, nieukończone).

## Okręty Polskiej Marynarki Wojennej
- ORP „Ślązak”, eks niemiecki „A 59”
- ORP „Krakowiak”, eks niemiecki „A 64”
- ORP „Kujawiak”, eks niemiecki „A 68”
- ORP „Podhalanin”, eks „Góral”, eks niemiecki „A 80”

## Galeria

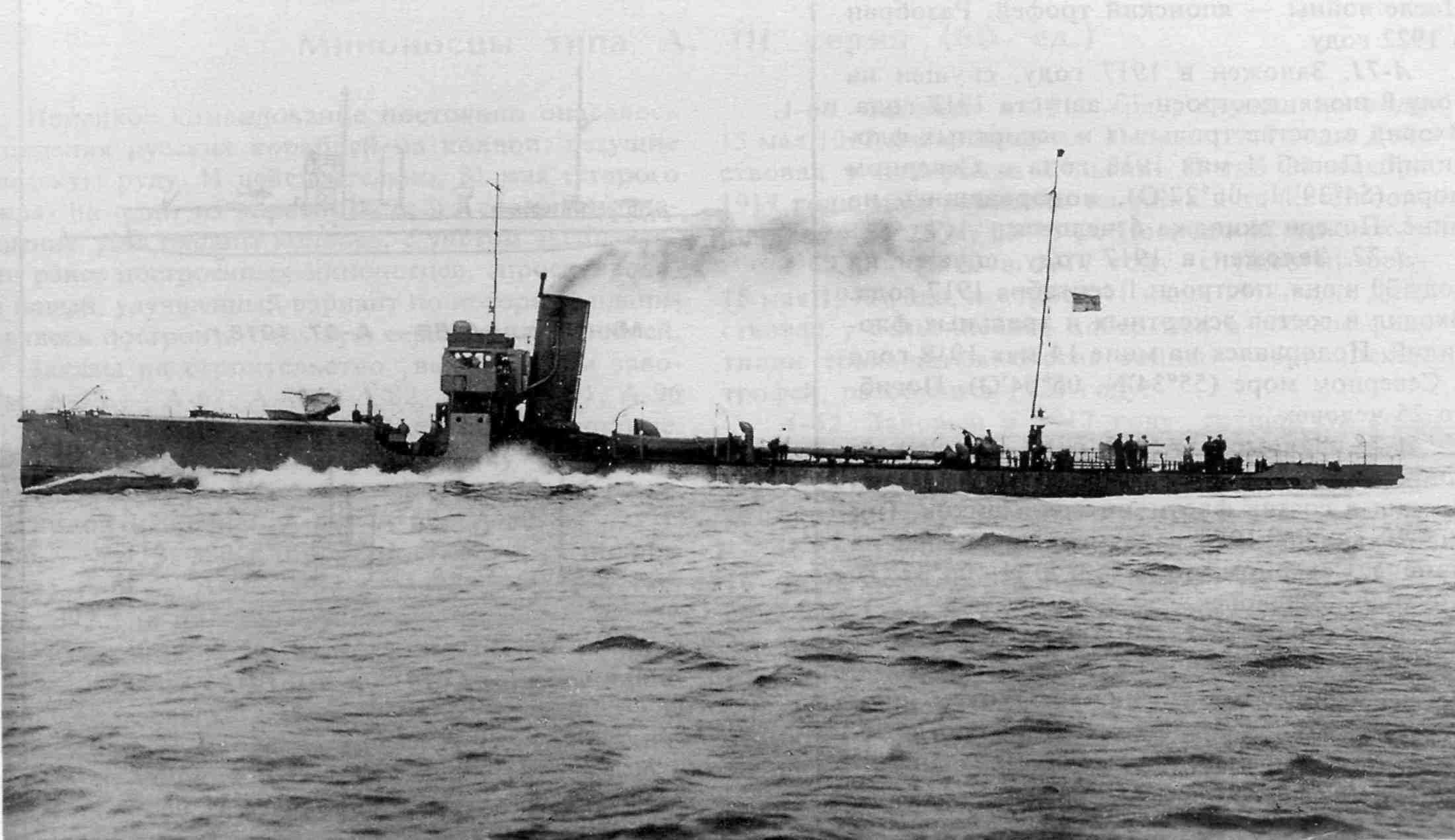
A 68 (1918)
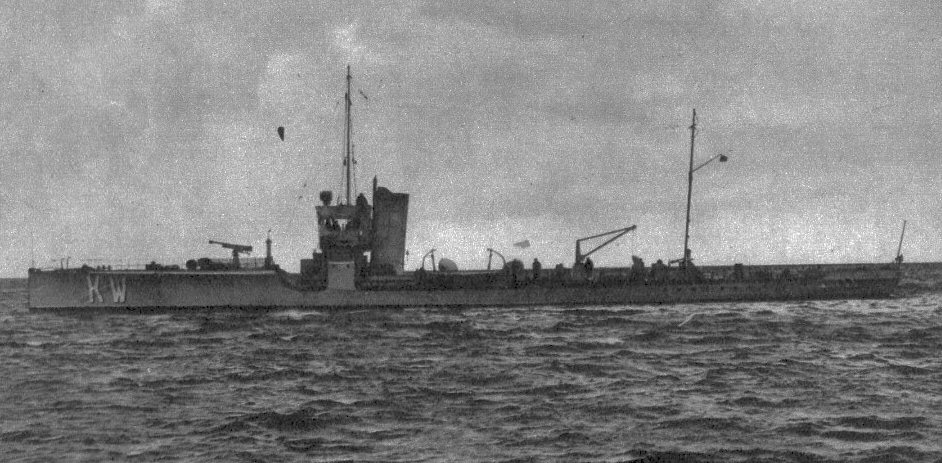
ORP „Kujawiak” (KW), eks A 68 (1936)
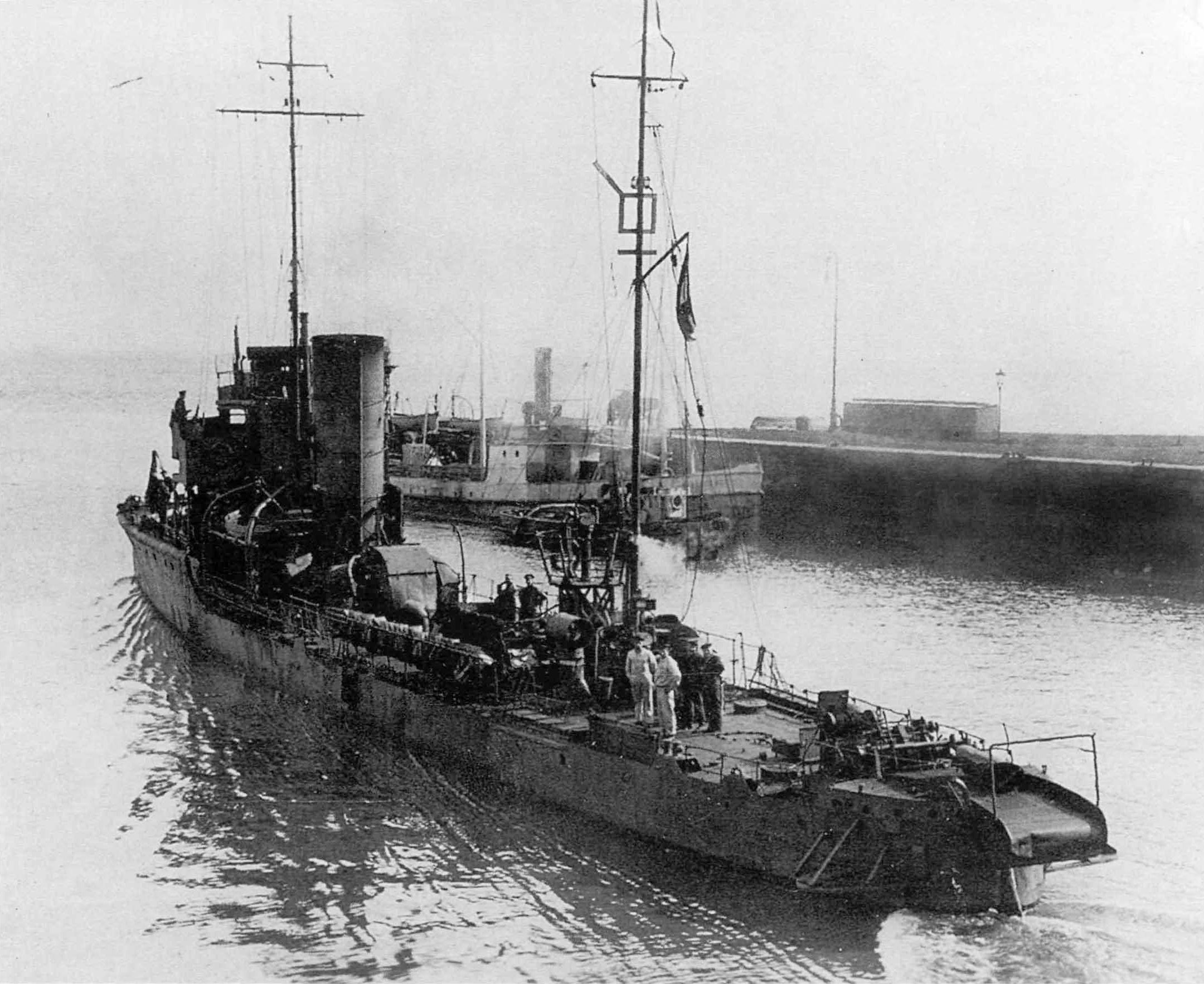
A 61 (1919)
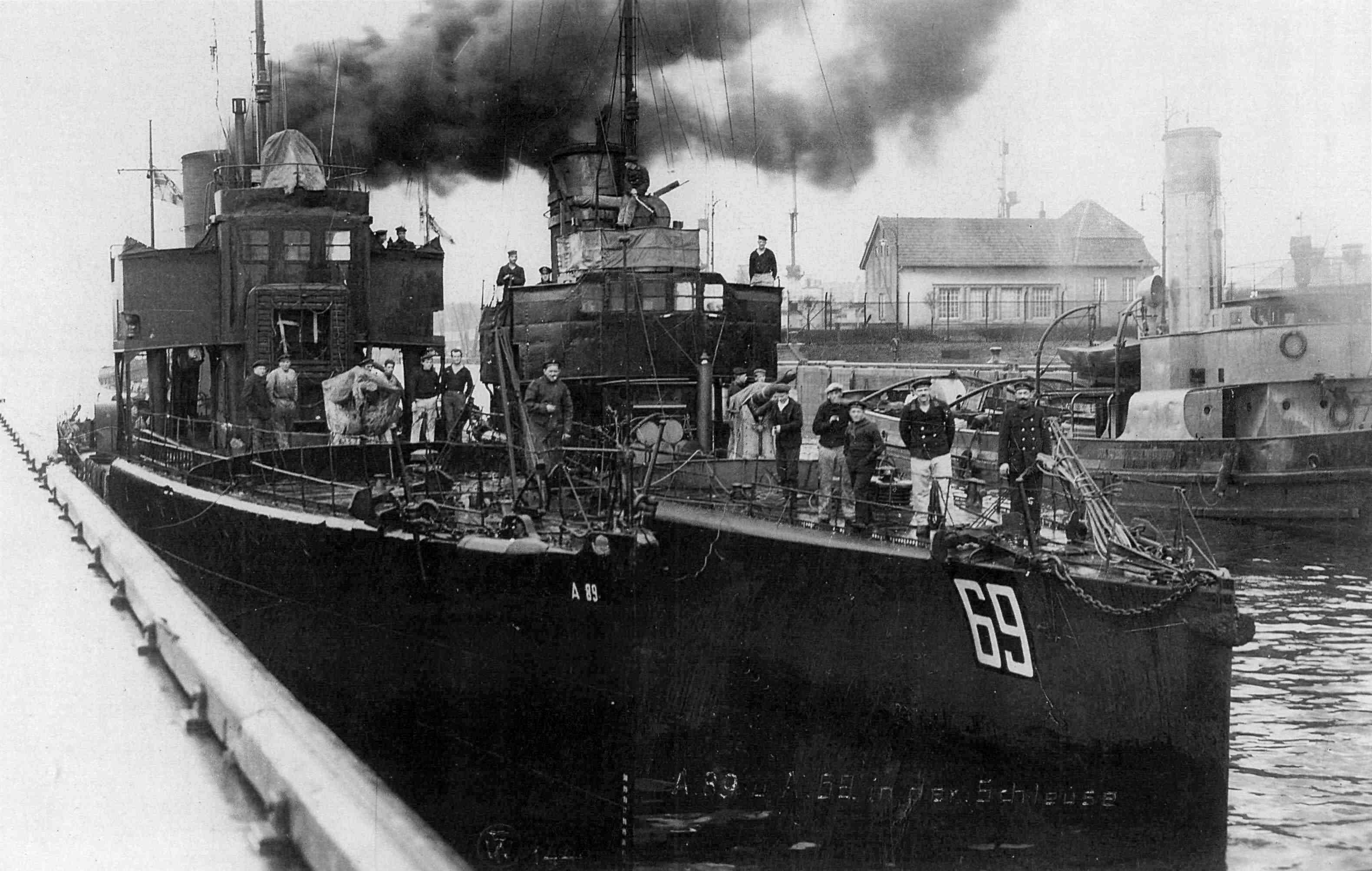
A 89 i A 69 (1918)
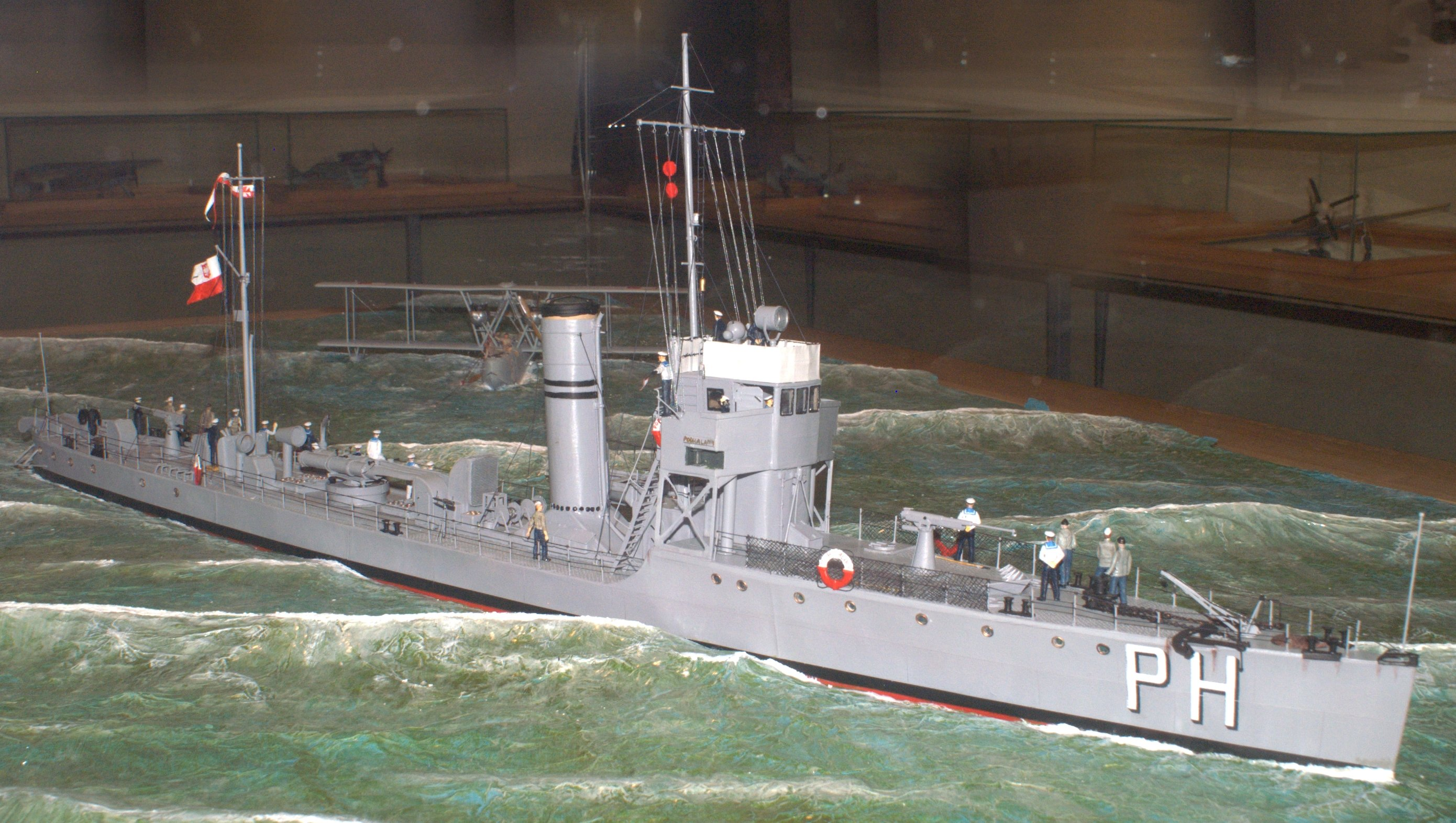
ORP „Podhalanin” (PH), eks A 80